# Marijan Maticka
Marijan Maticka (Zagreb, 9. travnja 1942. – Zagreb, 24. svibnja 2018.), hrvatski povjesničar. 
Osnovnu školu i gimnaziju završio u Zagrebu. Studij povijesti i komparativne književnosti diplomirao 1966. i završio poslijediplomski studij obranivši magistarski rad Odraz privredne krize (1929. – 1935.) na položaj seljaštva u Hrvatskoj na Filozofskom fakultetu Sveučilišta u Zagrebu, gdje je doktorirao 1987. obradbom Agrarne reforme i kolonizacije u Hrvatskoj od 1945. do 1948. Od 1970. do 1973. bio je zaposlen u Institutu za historiju radničkog pokreta Hrvatske kao asistent. Kao stipendist francuske vlade boravio je ak. god.1971./1972. u Parizu. Na Filozofskom fakultetu u Zagrebu, Odsjek za povijest zaposlen je od ak. god. 1973./74. na Katedri za povijest naroda SFRJ, a zatim na Katedri za hrvatsku povijest (asistent 1973., docent 1988. izvanredni profesor 1999., redoviti profesor 2003.). Predavao je na Katedri za povijest naroda SFRJ predmet Povijest Jugoslavije (šk. god. 1974./75-1992/93.) i Metodologiju historijske znanosti (1982./83-1990./91.), te Povijest Srednje i Jugoistočne Europe u 20. stoljeću (šk. god. 1994./95. – 1995./96.) a Hrvatsku povijest u 20. stoljeću (od šk. godine 1993./94. do danas). Uz redovitu visokoškolsku nastavničku djelatnost u Zagrebu, predavao je i u Dubrovniku, Zadru, Osijeku i Mariboru. Obnašao je i dužnost pročelnika Odsjeka za povijest Filozofskog fakulteta u Zagrebu, člana Muzejskog savjeta Hrvatske (1988. – 1993.) i člana Savjeta Arhiva Hrvatske (1988. – 1989.). Bio je član uredničkog odbora "Radova", Zavoda za Hrvatsku povijest (1982. – 1993.) i uredničkog kolegija (od 1997.). Član uredničkog odbora "Časopisa za suvremenu povijest" (1984-1990. i od 1999.) Bio je i član uredništva časopisa "Naše teme" (1983. – 1984.) S dr. sc. Mirom Kolar (gl. ur.) i dr. sc. Ivom Goldsteinom uredio je "Spomenicu Ljube Bobana" (1996.), a bio je i u redakciji "Zbornika Mirjane Gross" (1999.) i «Zbornika Mire Kolar» (2003.). Objavio je knjigu Agrarna reforma i kolonizacija u Hrvatskoj 1945. – 1948.,  i brojne znanstvene članke kojima je znatno doprinio poznavanju hrvatske povijesti XX. st. Najznačajniji su: Odraz privredne krize (1929. – 1935.) na položaj seljaštva u Hrvatskoj, Obilježja "Gospodarske sloge" u početku njezine djelatnosti, Rijeka i razgraničenje s Italijom 1947.godine u hrvatskom dnevnom tisku, Charakteristik der Entwicklung Kroatiens in der Jahren 1945. bis 1990, Opskrba stanovništva u Hrvatskoj od 1945. do 1953., Sidrišta hrvatske političke povijesti u XX.stoljeću. Sudjelovao je u izradbi nastavnih planova i programa za predmet povijest, član je više društava, a jedan je od osnivača Povijesnog društva "Otium".